# Lerotholi Seeiso
Lerotholi David Seeiso (ur. 18 kwietnia 2007) – książę Lesotho, trzecie dziecko i pierwszy syn króla Lesotho Letsie III i królowej Masenate Mohato Seeiso.
Książę Lerotholi został ochrzczony imieniem David w obrządku rzymskokatolickim w St. Louis Church w Matsieng 2 czerwca 2007 przez arcybiskupa Berbarda Mohlalisi, głowę kościoła katolickiego w kraju. Książę w przyszłości prawdopodobnie przejmie tron po swoim ojcu.